# Romance da Câmara Ocidental
O Romance da Câmara Ocidental (chinês tradicional: 西廂記; chinês simplificado: 西厢记; pinyin: Xīxiāng Jì; Wade-Giles: Hsi-hsiang-chi), também traduzido como A História da Ala Ocidental, A Câmara Ocidental, Romance do Pavilhão Ocidental e outros títulos similares, é um dos mais famosos dramas chineses. Foi escrito pelo dramaturgo Wang Shifu (王實甫) durante a dinastia Yuan, e se passa durante a dinastia Tang. Conhecido como "a mais popular comédia romântica chinesa", é a história de um jovem casal consumando seu amor sem a aprovação dos pais. Também foi visto como uma "Bíblia dos amantes" e "potencialmente letal", pois os seus leitores se arriscavam a ser consumidos por sua influência.

## Sinopse
A peça de teatro tem 21 atos, e é dividida em cinco partes. Ela conta a história de um relacionamento amoroso secreto entre Zhang Sheng, um jovem acadêmico, e Cui Yingying, a filha de um ministro chefe da corte Tang. Os dois se encontram pela primeira vez num mosteiro budista. Yingying e sua mãe haviam parado lá para descansar enquanto acompanhavam o transporte do caixão de seu pai até a cidade natal deste. Zhang Sheng se apaixona por ela imediatamente, mas não pode expressar seus sentimentos devido à vigilância severa da mãe de Yingying. O máximo que ele consegue fazer é recitar um poema em que declara seu amor do outro lado de um muro que o separa do pátio onde Yingying está hospedada.
Entretanto, a fama da beleza de Yingying logo alcança os ouvidos de um bandido local chamado Sun, o Tigre Voador. Ele envia seus asseclas, que cercam o mosteiro na esperança de obter a mão de Yingying. A mãe desta promete conceder a mão da filha a quem conseguir expulsar os bandidos do mosteiro. Então Zhang Sheng contacta seu amigo de infância, o general Du, que estava estacionado não muito longe dali. Du vence os bandidos, e parece que Zhang Sheng e Yingying estão destinados a se casarem. Mas a mãe de Yingying se arrepende de sua precipitada promessa, e diz que Yingying já estava prometida ao filho de um alto oficial da corte. Os dois jovens amantes ficam muito desapontados, e começam a sofrer pelo seu amor não realizado. Mas, afortunadamente, a empregada de Yingying, Hong Niang, se apieda do jovem casal, e arquiteta um plano para reuni-los. Quando a mãe de Yingying descobre o que a filha fez, ela, relutantemente, permite a realização de um casamento formal, com uma condição: Zhang precisa viajar até a capital e ser aprovado nos exames imperiais. Para a alegria do jovem casal, Zhang Sheng prova ser um acadêmico brilhante e é designado como alto oficial. A história termina com um final feliz, com o casamento oficial do casal.

## Desenvolvimento histórico
A história original foi escrita em chinês clássico, sob a forma de um conto, por Yuan Zhen durante a dinastia Tang. Essa versão foi chamada de Biografia de Yingying. ou "A história de Yingying", ou. É uma versão diferente da peça posterior, pois Zhang Sheng se separa de Yingying e não pede sua mão em casamento. Apesar de seu final infeliz, a história se tornou popular entre escritores posteriores, e recitações nela baseadas se acumularam pelos séculos seguintes. Talvez obedecendo ao sentimento popular, o final infeliz foi gradualmente se transformando no final feliz da peça. O primeiro exemplo da versão modificada é uma performance oral de Dong Liang na dinastia Jin. A peça de Wang Shifu foi baseada grandemente nessa performance.

## Reações
Devido às cenas em que se descreve, de modo claro, Zhang Sheng e Cui Yingying realizando seu amor fora do casamento, moralistas, tradicionalmente, consideraram o "Romance da Câmara Ocidental" uma obra imoral, indecente e licenciosa. Deste modo, ficou nos primeiros lugares nas listas de livros proibidos. Consta que Tang Laihe disse: "ouvi dizer que, na década de 1590, a performance de Hsi-hsiang chi... ainda estava proibida entre as [boas] famílias". Gui Guang (1613–1673) chamou-o de "um livro de ensino de devassidão". Por outro lado, o famoso crítico Jin Shengtan disse que era tolo considerar imoral um livro que continha sexo, pois "se nós pararmos para pensar, que dia não tem sexo? Que lugar não tem sexo? Só porque há [sexo] entre o Céu e a Terra, o Céu e a Terra deveriam ser eliminados?"
Desde o surgimento da peça no século XIII, ela conquistou grande popularidade. Ela deu origem a numerosas sequências, paródias e novas versões; influenciou incontáveis peças, contos e novelas posteriores e teve um papel crucial no desenvolvimento da crítica dramática. 
O tema da obra é um ataque aos costumes tradicionais: a obra apoia o desejo dos jovens da época de poder escolher com quem iriam se casar. Embora ela siga o modelo tradicional de um talentoso acadêmico e uma bonita moça que se apaixonam à primeira vista. De acordo com o ponto de vista ortodoxo da sociedade confuciana, o amor não deveria ser a base do casamento (a maioria dos casamentos era combinada pelos pais dos noivos), mas o final feliz de "Romance da Câmara Ocidental" coaduna com as aspirações das pessoas por vidas mais felizes e com mais sentido.
Portanto, a maior diferença entre "A História de Yingying" e "A História da Ala Ocidental" está em seus finais: o primeiro tem um final infeliz, o segundo tem um final feliz. Além disso, "A história da câmara ocidental" traz um sentido mais profundo em sua conclusão, sugerindo, diretamente, o ideal de que os amantes em todo o mundo devem estar unidos em uma união familiar, além de ter uma abordagem mais direta e agressiva contra os costumes tradicionais e contra o sistema tradicional de casamento.

## Traduções
Já houve numerosas traduções da obra para a língua inglesa: 
- O Romance da Câmara Ocidental (1935), por Hsiung Shih-I, pela Methuen Publishing
- A Câmara Oeste (1936), por Henry H. Hart, pela Oxford University Press (Hart não traduziu o último ato)
- A Câmara Ocidental (1958), por Hung Tseng-ling, pela Foreign Languages Press
- O Romance da Câmara Ocidental (1973), traduzido e adaptado por T.C. Lai e Ed Gamarekian, pela Heinemann
- A História da Ala Ocidental (1995), por Stephen H. West e Wilt L. Idema, pela University of California Press
- Romance do Pavilhão Ocidental (2000), por Xu Yuanchong e Xu Ming, pela Foreign Languages Press (versão bilíngue)

O livro foi traduzido para a língua manchu como Manju nikan Si siang ki. Vincenz Hundhausen escreveu uma tradução para a língua alemã.

## Adaptações
Foi lançado como o filme mudo "Romance da Câmara Ocidental" na China em 1927, dirigido por Hou Yao. Em 2005, a série de televisão da Television Broadcasts Limited "Perdidos na Câmara do Amor" mudou a história e fez Hong Niang, interpretada por Myolie Wu, se apaixonar por Zhang Sheng, interpretado por Ron Ng, enquanto Cui Yingying, interpretada por Michelle Ye, se casa com o imperador Dezong de Tang, interpretado por Kenneth Ma.     